# Petre Becheru
Petre Becheru, född 16 maj 1960 i Drăgănești-Vlașca, är en rumänsk före detta tyngdlyftare.
Becheru blev olympisk guldmedaljör i 82,5-kilosklassen i tyngdlyftning vid sommarspelen 1984 i Los Angeles.